# Curtiss-Wright CW-3 Duckling
El Curtiss-Wright CW-3 Duckling (a veces llamado Teal) fue un hidrocanoa anfibio biplaza estadounidense desarrollado por Curtiss-Wright desde el CW-1 Junior.

## Desarrollo
El Duckling fue una modificación del CW-1 Junior. El fuselaje tenía una parte inferior añadida de contrachapado con forma de V y equilibradores montados en los soportes alares. El motor estaba montado encima del ala, moviendo una hélice propulsora. Solo se construyeron tres aviones, todos propulsados por diferentes motores. El modelo no fue desarrollado debido a la falta de fondos.

## Variantes
CW-3
Prototipo propulsado por un motor Velie M-5 de 67 kW (90 hp), uno construido.
CW-3L
Prototipo propulsado por un motor Lambert de 67 kW (90 hp), uno construido.
CW-3W
Prototipo propulsado por un motor Warner Scarab de 67 kW (90 hp), uno construido.

## Especificaciones (CW-3W)
Referencia datos: Aerofiles

### Características generales
- Tripulación: Dos
- Longitud: 6,48 m
- Envergadura: 12,04 m
- Planta motriz: 1× motor radial de siete cilindros refrigerado por aire Warner Scarab.
  - Potencia: 67 kW (90 hp)
- Hélices: Bipala

## Aeronaves relacionadas

### Secuencias de designación
- Secuencia CW-_ (interna de Curtiss): CW-1 - CW-2 - CW-3 - CW-4 - CW-5 - CW-6 →